# 笑福亭鶴志
笑福亭 鶴志（しょうふくてい かくし、1955年〈昭和30年〉8月24日 - 2020年〈令和2年〉5月8日）は、日本の落語家。本名は冨松 和彦。出囃子『鞍馬』。大阪市出身。四條畷市在住。

## 来歴
平安高等学校時代は野球部の捕手。

五枚笹は、笑福亭一門の定紋である

1974年6月5日に6代目笑福亭松鶴に入門。高座名を決める際、当初は「鶴枝」の予定だったが松鶴の犬の散歩に行っている20分の間に「鶴志」に変わり「鶴枝」の名は幻となった。その師匠・松鶴の内弟子時代が長く、また師匠の専用運転手を務めていた。その当時の話を枕に使うことがあった。
1975年に大須演芸場（愛知県名古屋市）にて初舞台を踏むが、上方落語家としては異例の関西以外での初舞台であった。ちなみにその時の演目は「つる」。
2018年に肝臓癌に罹患し、肝臓の半分を切除摘出する大手術を受けるも驚異的回復を見せて高座復帰を果たしていた。
2020年5月7日に体調不良を訴えて大阪府内の病院に救急搬送されたが、翌8日午前0時54分、心不全・腎不全のため死去。64歳没。

## 人物
- スリーサイズはいずれも100cmを超えているとみられた巨漢でもあり、「上方落語界の武闘派」と呼ばれる笑福亭一門を体現する人物であった。
- 5代目林家小染、桂文華、桂福矢らはプライベートでもつきあいがあり、「鶴志ファミリー」とされる。
- 先輩では若井はやとと仲が良く、はやと門下の森脇健児は鶴志に大変お世話になったという。

## 得意ネタ
- 笠碁
- 長短
- 平の陰
- 試し酒

## 受賞歴
- 1982年 「第3回ABC漫才落語新人コンクール」最優秀新人賞
- 1997年 「大阪文化祭賞」奨励賞

## CD・DVD

### CD
- 『繁昌亭らいぶシリーズ 10 笑福亭鶴志』（2009年、テイチクエンタテインメント）
- 『上方落語名人選 笑福亭鶴志・笑福亭福笑〜珍品抱腹 上方お色気噺〜』（2012年、ケイエスクリエイト）
- 『上方落語名人選 露の五郎・笑福亭鶴志〜秘蔵版 上方お色気噺〜』（2012年、ケイエスクリエイト）

### DVD
- 『繁昌亭らいぶシリーズ 10 笑福亭鶴志』（2009年、テイチクエンタテインメント）
- 『らくご in 六本木 スペシャルセレクション親子会』（2010年、ポニーキャニオン）

## 出演

### テレビ番組
- おとなのえほん（サンテレビ）
- わいわいサタデー（朝日放送）
- THE ビッグチャンス（朝日放送）
- 鶴瓶と花の女子大生（関西テレビ、1981年4月 - 1985年9月）
- 紫頭巾 京洛の大粛清（フジテレビ）

### ラジオ番組
- ABCヤングリクエスト 鶴志のハガキで勝負（朝日放送ラジオ）
- 福笑の福袋（ラジオ大阪）
- 笑福亭鶴志のスポーツナイスキャッチ（KBS京都）
- 笑福亭鶴志のサンデーナイスキャッチ（KBS京都）

### CM
- ジャスコ （現：イオン。1983年）
- ヤマエ食品工業 天然だし入りみそ（1980年代中頃、九州ローカル）
- 関西テレメッセージ （1990年代前半）
- 日本コカ・コーラ「綾鷹」[3]（2012年）